# けやきTDUネット
けやきTDUネットとは、埼玉県比企郡鳩山町にある東京電機大学鳩山キャンパス内に存在していたパソコン通信の草の根BBS。現在は閉局した。

## 概要
1989年9月1日開局。大学が運営するBBSだが、一般的な学内を対象にしたクローズドなものではなく広く一般に公開していたことから人気を呼び埼玉県内でも大規模な草の根BBSの1つに数えられていた。またこのBBSの利用者を管理者として数々の草の根BBSが生まれたことでも知られている。
しかし、大学が運営する関係上、SYSOP（管理者）は交代制になることからシステム管理に手慣れた人が離れていったことから、1999年頃から晩年はホストダウンなどの障害が頻発し、一時的に復活したものの結局は閉局してしまったようである。

## データ

### 所在地
- 埼玉県比企郡鳩山町大字石坂　東京電機大学理工学部内

### 回線数
- 12回線

### 通信規格
- 9,600〜14,400bps

### 対応ネットワーク
- Tri-P対応

### 使用ホスト
- 絵理香K版

### 会費等
- 無料

### 会員数
- 1500名（一定期間アクセスのなかった人は削除されるため有効なもの）